# Jean-Baptiste Botul
Jean-Baptiste Botul è un personaggio immaginario, inventato nel 1995 da Frédéric Pagès, giornalista del settimanale satirico francese Le Canard enchaîné.

## Pseudo-biografia
Il personaggio è immaginato come un filosofo francese, nato nel 1896 e morto nel 1947, a Lairière, nel dipartimento francese dell'Aude, della cui vita si saprebbe pochissimo, essendosi egli espresso soprattutto per via orale. Botul sarebbe stato uno specialista di Immanuel Kant e avrebbe tenuto, nel 1946, una conferenza in una comunità kantiana in Paraguay sulla vita sessuale di Kant.
Botul avrebbe conosciuto personaggi famosi e sarebbe stato in relazione con Marthe Richard, Marie Bonaparte, Simone de Beauvoir e Lou Andreas-Salomé, mentre i suoi numerosi viaggi gli avrebbero permesso di incontrare Emiliano Zapata, Pancho Villa, Henri Désiré Landru, Stefan Zweig, André Malraux, Jean Cocteau e Jean Giraudoux. Avrebbe partecipato alla seconda guerra mondiale in Alsazia e si sarebbe rifugiato nel 1946 in Sud America.
Il libro La vie sexuelle d'Emmanuel Kant, scritto da Pagès sotto il nome di Botul, fu pubblicato nel 1999 e venne presentato come una raccolta postuma di scritti di Botul. Pagès pubblicò altri tre libri sotto il nome dell'immaginario filosofo: su Landru come precursore del femminismo, su Friedrich Nietzsche e sulla metafisica del morbido.
Nel 2010 fu pubblicato per le edizioni Il Melangolo La filosofia o l'arte di chiudere il becco alle donne, saggio semiserio di Frédéric Pagès.

## Fraintendimenti
L'invenzione ha tratto in inganno il nouveau philosophe Bernard-Henri Lévy, che lo cita come studioso di Kant realmente esistito nel libro De la guerre en philosophie ("Sulla guerra in filosofia"), del febbraio 2010. Altri studi che fraintendono la vera natura di Botul e lo citano come personaggio reale sono elencati da Oscar Morbleau sul suo blog Morbleau!.

## Associazione e premio
Frédéric Pagès è presidente dell'"associazione degli Amici di Jean-Baptiste Botul" (Association des Amis de Jean-Baptiste Botul, o A2JB2), presentata come ente che curerebbe la raccolta e la pubblicazione degli scritti di Botul.
L'associazione conferisce ogni anno il "Prix Botul" a un autore che abbia citato Botul nel suo testo. Si tratta della parodia di un premio letterario e il premio viene spesso attribuito ai membri della medesima associazione. Vincitori del premio sono stati:
- 2004: Jacques Gaillard, per Mes aventures en Haute Savoie, Éditions Mille et une nuits
- 2005: (ex aequo) Jean-Hugues Lime, per Le Roi de Clipperton, Le Cherche midi éditeur e Ali Magoudi, per Rendez-vous, Maren Sell Éditeurs
- 2006: Patrice Minet, per Moi et la Reine d'Angleterre, Berg International
- 2007: Emmanuel Brouillard, per Trois claques à Balzac, Le Castor Astral
- 2009: Bertrand Rothé, per Lebrac, trois mois de prison, Éditions du Seuil
- 2011: Bernard-Henri Lévy per De la guerre en philosophie, ed. Grasset, e-a. Hervé Le Tellier, per L'Herbier des villes, Éditions Textuel.